# Sans Souci (теплоход)
«Sans Souci» — Сан-Суси́ (от фр. sans souci — без забот), речной круизный трёхпалубный дизель-электроход, эксплуатируемый «MS Sanssouci Hotelschiff GmbH», Пайссен, на реках Одер и Эльба по маршруту Берлин — Штральзунд.

## История судна
Дизель-электроход был построен в 2000 году под именем Europa на верфи Schepswerf Grave в Нидерландах и частично модернизирован в 2006—2007 гг.
Sans Souci эксплуатируется в весенне-осенний сезон на линиях между Штральзундом и Берлином вдоль немецких островов в Балтийском море, а также через Штеттин и Одер, между Гамбургом, Ганновером и Берлином и Дрезденом или Прагой на Эльбе, а также на Хафеле, Кильском канале, Среднегерманском канале и Зале. Судно также совершает чартерные рейсы по заказу. Sans Souci приводится в движение рулевыми винтами Veth мощностью по 405 кВт каждый, в носу установлены двухканальные трастеры мощностью по 265 кВт. Выработку тока обеспечивают два дизельных генератора по 210 kVA. Поскольку в Германии множество старинных мостов с низкой высотой пролёта, рубка и все находящиеся на верхней палубе надстройки и перила опускаются или складываются. Судно имеет 40 выходящих наружу кают, имеющих по две кровати, площадью 11 — 12 м² с санузлом и индивидуальным кондиционером. На четырёхзвёздочном с плюсом судне имеется зал для фитнеса, ресторан, бар, библиотека.
Капитан Sans Souci (2012) — Петер Груневальд (Peter Grunewald).